# 西武球場前駅
西武球場前駅（せいぶきゅうじょうまええき）は、埼玉県所沢市上山口にある、西武鉄道の駅。駅名の由来である西武ドーム（ベルーナドーム）の最寄駅である。鉄道駅では埼玉県最南端に位置する。

## 概要
プロ野球・埼玉西武ライオンズの本拠地球場である西武ドーム（命名権名称「ベルーナドーム」）に隣接して立地する、狭山線ならびに山口線「レオライナー」の終点駅である。
開業当初の駅名は村山公園駅（むらやまこうえんえき）であったが、村山貯水池際駅（むらやまちょすいちぎわえき）、村山駅（むらやまえき）、狭山湖駅（さやまこえき）と三度の改称を経て、西武ライオンズ球場（当時）開設に先立つ1979年（昭和54年）3月に現駅名に改称された。
西武ライオンズ球場はその後、ドーム化や命名権取得に伴って名称を複数回変更しているが、当駅の名称は「西武球場前」のまま変更されていない。
当駅は駅舎ならびに各路線のホームが地平に建造されている地上駅であるが、立地する場所の地形の関係から、狭山線における当駅手前の区間は上り勾配を伴う高架構造となっている。
駅ナンバリングは狭山線と山口線で個別に設定され、狭山線はSI41、山口線はSY03となる。

## 歴史
武蔵野鉄道山口線（後の西武狭山線）は、村山貯水池（多摩湖）を中心とした狭山自然公園への観光客輸送を目的として、1929年（昭和4年）5月1日に西所沢駅 - 村山公園駅間が開通し、当駅は山口線の終着駅村山公園駅として同日開業した。開業当初の当駅は西所沢駅から4.8 km地点、村山上貯水池と同下貯水池を区分する堤体寄り、現在の西武第二球場付近に所在した。
当時における都心部から日帰り可能な手軽な観光地の一つであった狭山自然公園への観光輸送を巡っては、（旧）西武鉄道が村山線（現・西武西武園線）「村山貯水池前駅」を、多摩湖鉄道（武蔵野鉄道への合併を経て、現・西武多摩湖線）が「村山貯水池駅」をそれぞれ同時期に開業しており、当時はいずれも別事業者に属した三路線は利用客獲得のため熾烈な争いを繰り広げた。
当駅は1933年（昭和8年）3月に村山貯水池際駅と改称されたのち、日中戦争に端を発する戦局の激化に伴って1941年（昭和16年）4月1日付で村山駅と改称された。これは「貯水池」という軍事上重要な施設の存在を隠蔽する国防上の理由によって実施された改称であり、前述した各路線の駅についても、（旧）西武村山線「村山貯水池前駅」は「狭山公園駅」に、武蔵野鉄道多摩湖線「村山貯水池駅」は「狭山公園前駅」にそれぞれ改称が実施された。さらに太平洋戦争勃発に伴って、各事業者が保有する鉄道路線について、軍事輸送上の重要度が低いものは鉄材供出のため不要不急線に指定される例が相次いだが、観光輸送を目的として敷設された山口線も例外ではなく、1944年（昭和19年）2月に不要不急線として休止となり、当駅も営業を休止した。
終戦後の1951年（昭和26年）10月7日付で山口線（西武鉄道の路線としては初代）は「狭山線」と名称変更の上で運行を再開し、当駅も営業を再開した。営業再開に際しては駅を西所沢方へ300 m移設の上、寺社風の重厚な外観が特徴の駅舎を新造し、駅名も狭山湖駅と改称された。なお、運行再開当初の狭山線は非電化路線として竣工し、電化以前の多摩線（現：多摩川線）などで運用された内燃動車（ディーゼルカー）によって運行されたが、翌1952年（昭和27年）3月には再び架線電圧1,500 V仕様で電化され、電車による運行が再開された。また1959年（昭和34年）12月には当駅の至近に屋内スキー場「狭山スキー場」が開設されたが、同施設を訪れる利用客によって輸送量増加が見込まれたことからホームの拡幅ならびに有効長延長が実施された。さらに1963年（昭和38年）には当駅南方に野球用グランド「西武園球場」が開設されている。
営業再開以降、ユネスコ村や狭山スキー場といった主に近隣のレジャー施設への輸送を担った当駅であったが、1978年（昭和53年）6月に前述「西武園球場」をプロ野球公式試合が開催可能な本格的施設へ改装する工事が開始されたことに伴って、同年11月に西所沢方へさらに300 m移設され、従来の2面2線構造から球場観客輸送を念頭に置いた3面6線構造に拡大した。同球場はその後、福岡野球株式会社（クラウンライターライオンズ球団）を西武鉄道のグループ企業であった国土計画（後のコクド）が買収し、本拠地を福岡県福岡市から移転することが決定したことにより、クラウンライターライオンズ改め西武ライオンズ球団の本拠地球場として使用されることとなった。「西武ライオンズ球場」と命名された同球場の最寄駅となった当駅は、1979年（昭和54年）3月31日の同球場竣工に先立つ同年3月25日付で西武球場前駅と改称された。
西武鉄道の副社長・社長を務めた仁杉巌によると、球場周辺の道路が狭かったことから、埼玉県警から道路渋滞の懸念を指摘された。西武園の近くには桜の名所が多く、プロ野球が開幕する4月ごろに客が殺到したら、整理に自信が持てないとのことだった。そこで、球場の駐車場は、選手、チームスタッフ、放送会社などが利用する、600台規模に制限した。球場へ来るほとんどの人が電車を利用できるように、西武球場前駅が移設・拡張され、10両編成が6本入れる構造とした。駅の土地は、先代の堤康次郎が購入したもので、もともとは田圃だった湿地を埋め立てた。1970年代末に少し用地を買い足した。この用地買収では、当初は「プロ野球の球場が来たらやかましい」と反対ばかりだったが、球場ができてしまうと、その人たちが駐車場を営業し始めたようだ。
1985年（昭和60年）4月には、多摩湖線方面から西武ライオンズ球場へのアクセス改善を目的として、山口線（2代）の新交通システムへの転換ならびに経路変更が実施され、当駅は新たに山口線（2代）の終着駅となった。
2009年（平成21年）4月7日より、1 - 6番ホームの発車メロディを埼玉西武ライオンズの球団応援歌『吠えろライオンズ』に変更した。これは同年の本拠地・西武ドームにおける公式試合開幕戦開催日に合わせ、「ライオンズが“駅をジャック！”」と銘打ったイベントの一環として実施されたものである。2022年（令和4年）7月22日より『地平を駈ける獅子を見た』に変更された。

村山貯水池（多摩湖）周辺に展開する鉄道路線・駅の変遷[14][15]

### 年表
- 1929年（昭和4年）5月1日：武蔵野鉄道山口線の村山公園駅として開業。
- 1933年（昭和8年）3月1日：村山貯水池際駅と改称。
- 1941年（昭和16年）4月1日：戦局激化に伴い、村山駅と改称。
- 1944年（昭和19年）2月28日：山口線が不要不急線に指定され、営業休止。
- 1945年（昭和20年）9月22日：武蔵野鉄道が（旧）西武鉄道を吸収合併し、（現）西武鉄道成立[注釈 4]。西武鉄道山口線（初代）の駅となる。
- 1951年（昭和26年）10月7日：営業再開。西所沢方へ300m移設の上、狭山湖駅と改称。同日付で路線名称も「狭山線」と変更。
- 1959年（昭和34年）12月22日：狭山スキー場の開業に合わせ、ホームの延長・拡幅を実施。
- 1978年（昭和53年）11月30日：西武ライオンズ球場の開業準備に伴い、西所沢方へさらに300m移設。頭端式ホーム3面6線に拡張される。
- 1979年（昭和54年）3月25日：西武ライオンズ球場の開場を機に、西武球場前駅と改称。
- 1985年（昭和60年）4月25日：山口線（2代）の新交通システム転換・経路変更に伴って、山口線用の7・8番ホーム供用開始。
- 1993年（平成5年）6月7日：自動改札機導入。
- 2002年（平成14年）3月6日：改札口有人通路をカウンター式に改装し、売店を新設。自動改札機・自動券売機を移設。
- 2006年（平成18年）9月1日：特急「ドーム」運行に伴い、特急券の窓口発売を開始。
- 2009年（平成21年）4月7日：1 - 6番線の発車メロディを『吠えろライオンズ』に変更。
- 2022年（令和4年）7月22日：1 - 6番線の発車メロディを『地平を駈ける獅子を見た』に変更[16]。
- 2025年（令和7年）4月1日：駅係員によるインターホンで案内する遠隔対応駅へ変更。窓口での切符等の販売を終了（西武ドームにて野球・コンサート開催時を除く）[17]。

## 駅構造
西武ドームにおける埼玉西武ライオンズ主催の公式試合開催時、ならびに各種イベント開催時においては多数の利用客が当駅を利用する。多数の利用客を迅速かつスムーズに輸送する必要性から、改札口スペースは広く取られており、通常供用される改札口のほか臨時改札口を併設する。また、常設の自動券売機に加えて多客時に乗車券を発売する臨時窓口も設置されている。改札口正面に設置されている狭山線の発車標は、多段表示式のものが採用されている。
狭山線のホームは頭端式構造となっており、ホーム始端部に駅舎、公衆トイレならびに改札口が設置されている。催事輸送に際して増発される臨時列車運行に対応するため、3面のホームと6本の発着番線を有するが、3 - 6番ホームについては臨時ホームとして扱われ、通常ダイヤによる運行時は駅構内南端の1面2線のうち片側の1番ホームのみを使用する。臨時ホームは臨時列車運行時のほか、西武鉄道が主催する各種イベント等のための電車留置にも使用される。また、西武線駅ホームへのホームドア設置の際は、この臨時ホームにホームドア躯体を搬入し、回送されてきた輸送用電車への積み込みを行う。
なお、1 - 6番ホームの発車メロディには、埼玉西武ライオンズの球団応援歌である『吠えろライオンズ』が用いられていたが、現在は『地平を駈ける獅子を見た』に変更されている。
山口線のホームは狭山線ホーム南方に隣接しており、島式1面2線を有する。地形の都合上狭山線ホームより高い場所に位置し、改札口・狭山線ホームからスロープ状の通路を経由して山口線ホームに至る形態である。なお、山口線ホームから直接西武ドームのメインゲート付近へ出られる臨時改札口も存在するが、近年は使用していない。ホームには転落防止柵が設けられている。なお、当駅の東側に山口線の車庫である山口車両基地が存在し、駅を出てすぐに入出庫線が分岐している。
2012年度にトイレの改修工事を行い、年度末までに完了した。

### のりば
| ホーム | 路線                   | 行先                                 | 備考       |
| ------ | ---------------------- | ------------------------------------ | ---------- |
| 1・2   | 狭山線                 | 西所沢・所沢・池袋・新木場・横浜方面 |            |
| 3 - 6  | 狭山線                 | 西所沢・所沢・池袋・新木場・横浜方面 | 臨時ホーム |
| 7・8   | 山口線（レオライナー） | 西武園ゆうえんち・多摩湖方面         |            |

- 通常ダイヤにおける狭山線は、西所沢駅折り返しの区間列車および池袋線池袋駅発着（一部所沢駅発着もあり）の直通列車のみの運行となるが、臨時列車増発時には新宿線方面および新木場（東京メトロ有楽町線）・横浜・渋谷方面（元町・中華街駅発着：副都心線・東急東横線・みなとみらい線）からの直通列車が運行される。そのため、東京メトロ10000系・17000系[22]、東急5050系・横浜高速鉄道Y500系には「西武球場前」の行き先表示が用意されている。

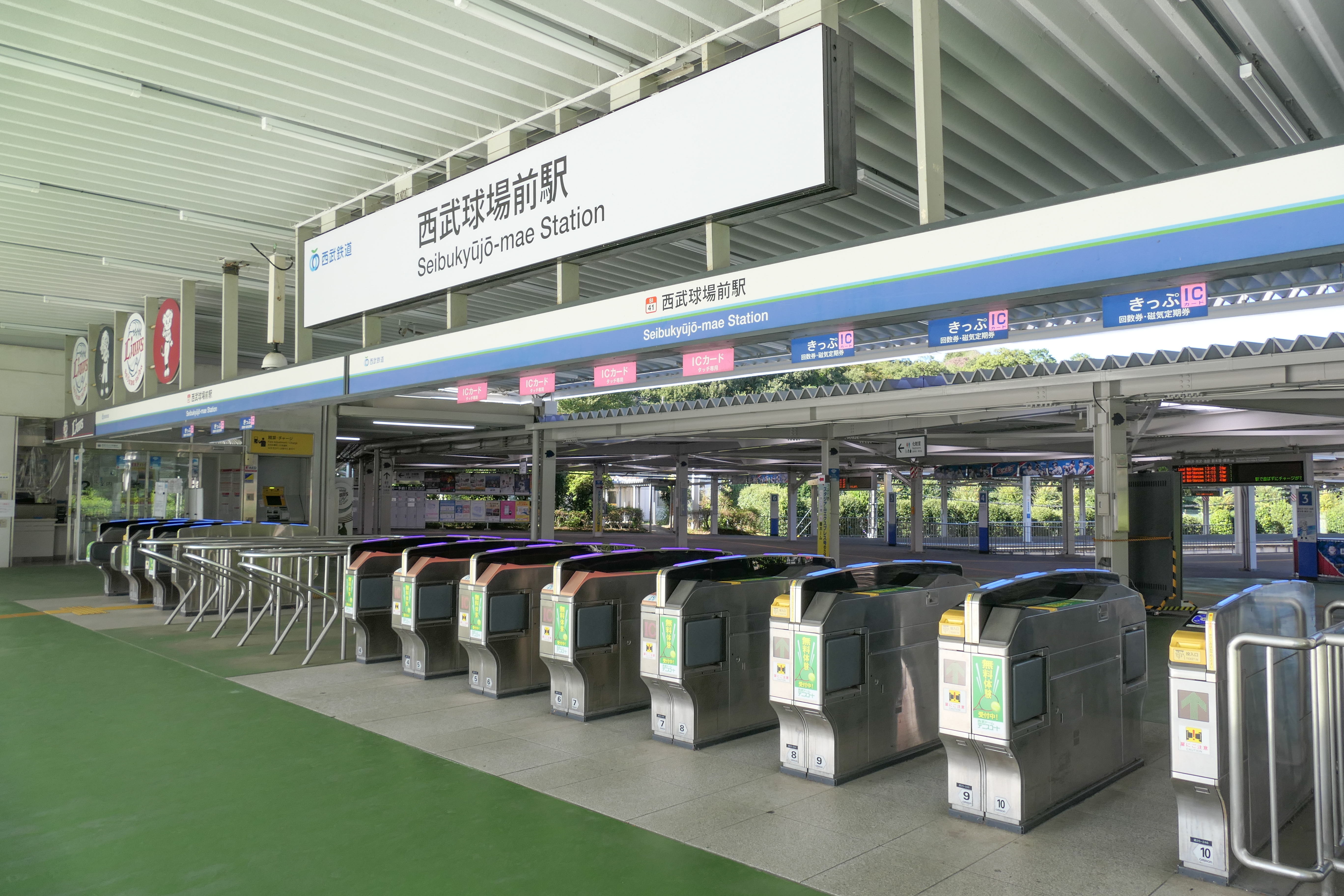
改札口（2021年10月）
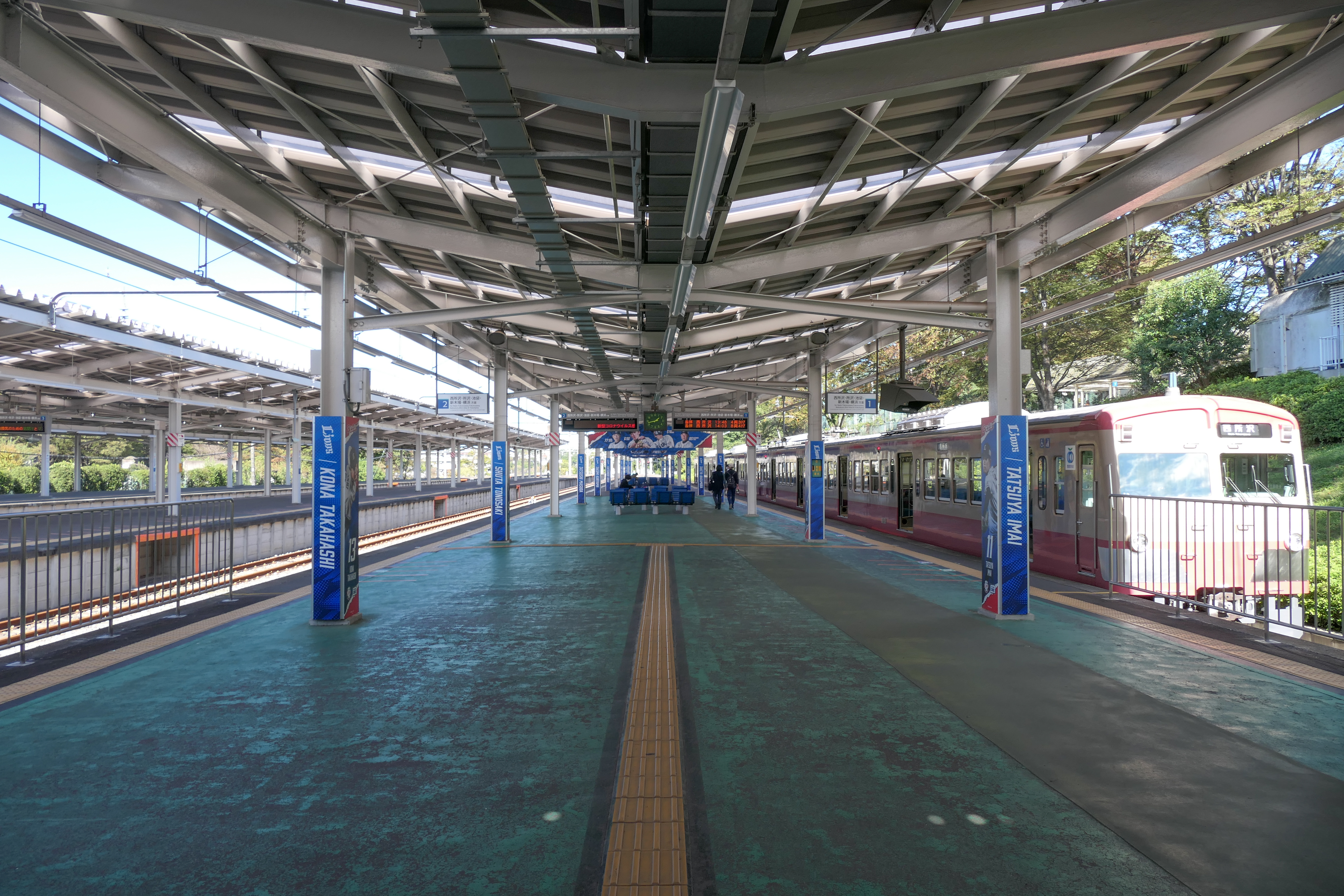
1・2番線ホーム（2021年10月）
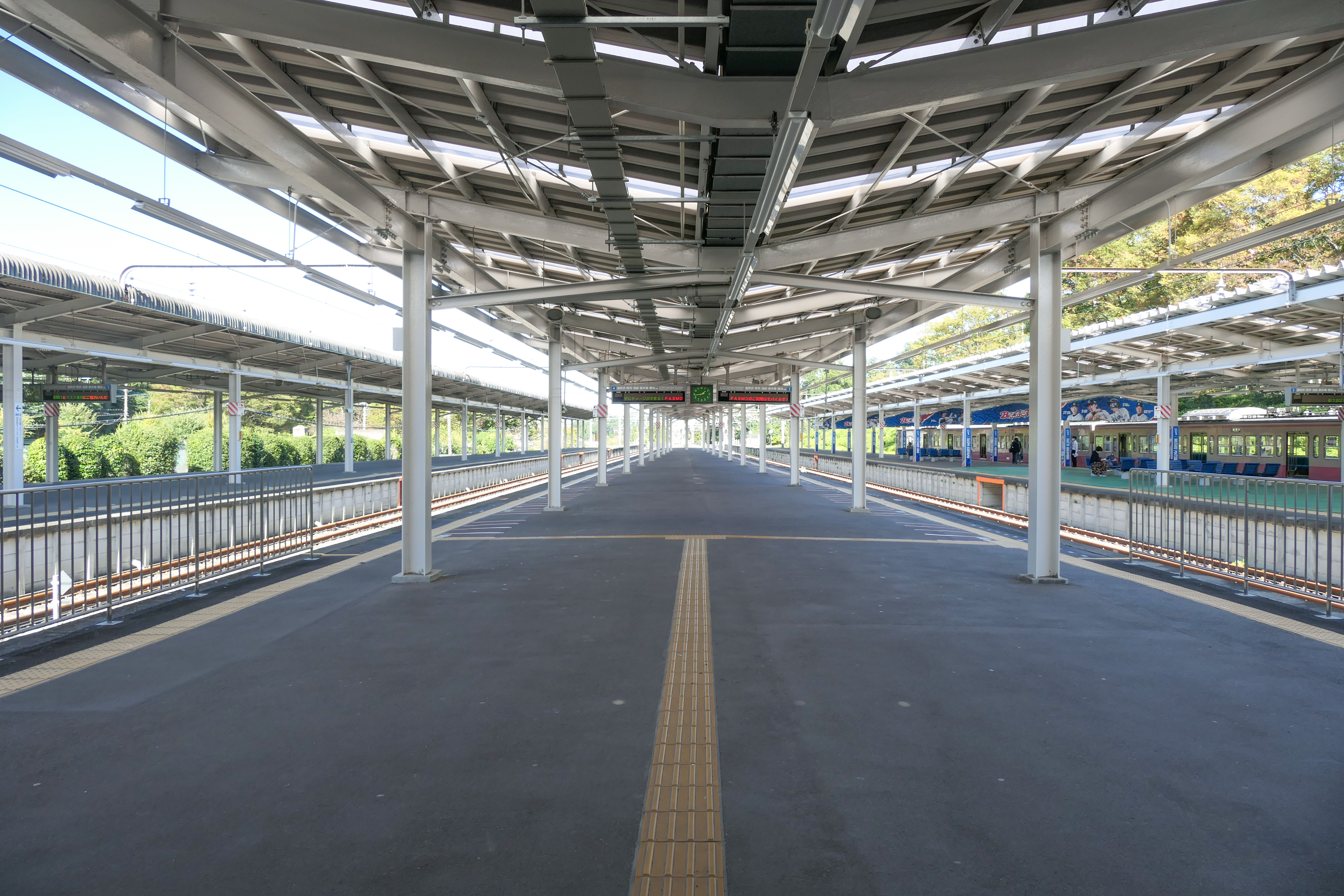
3・4番線ホーム（2021年10月）
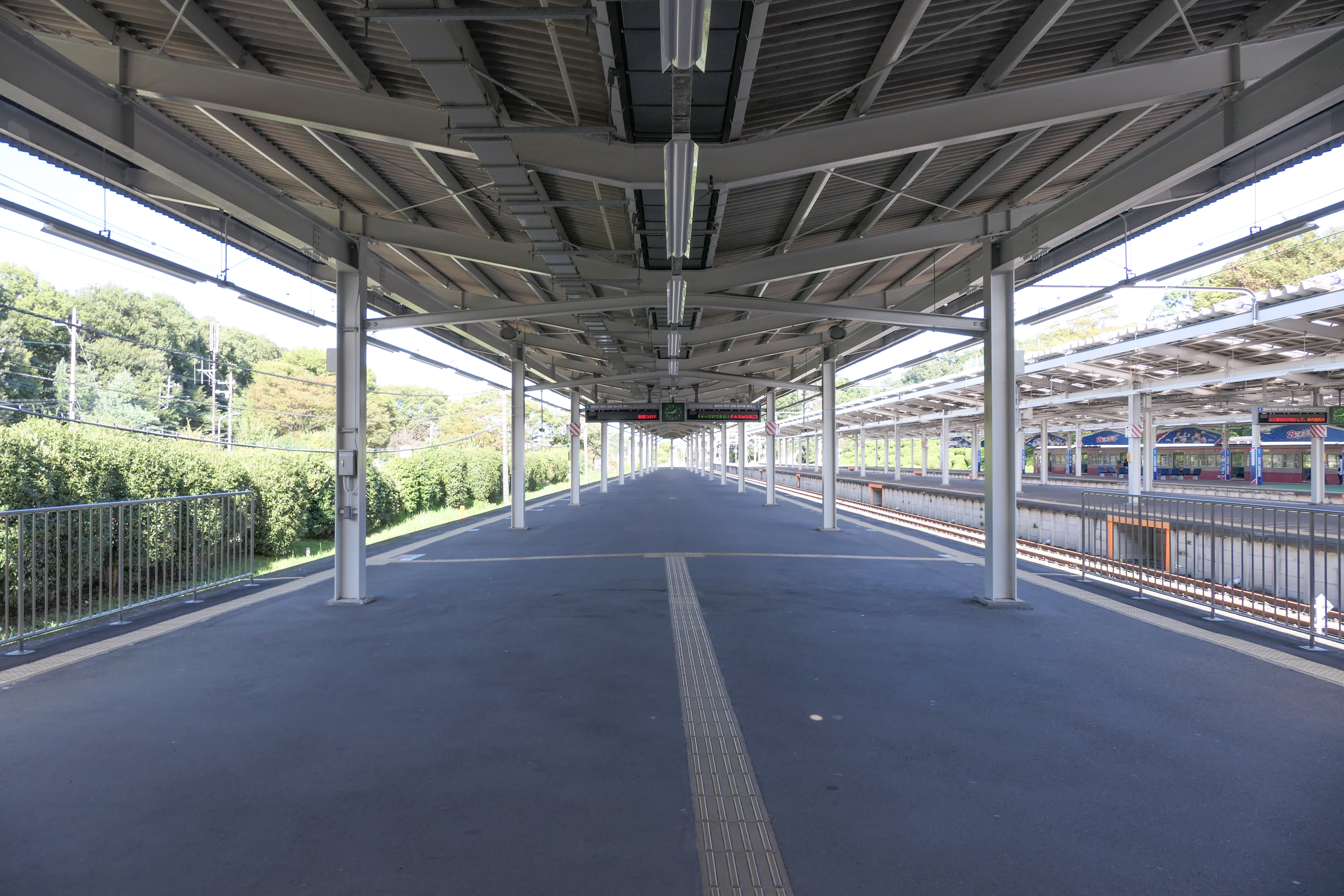
5・6番線ホーム（2021年10月）
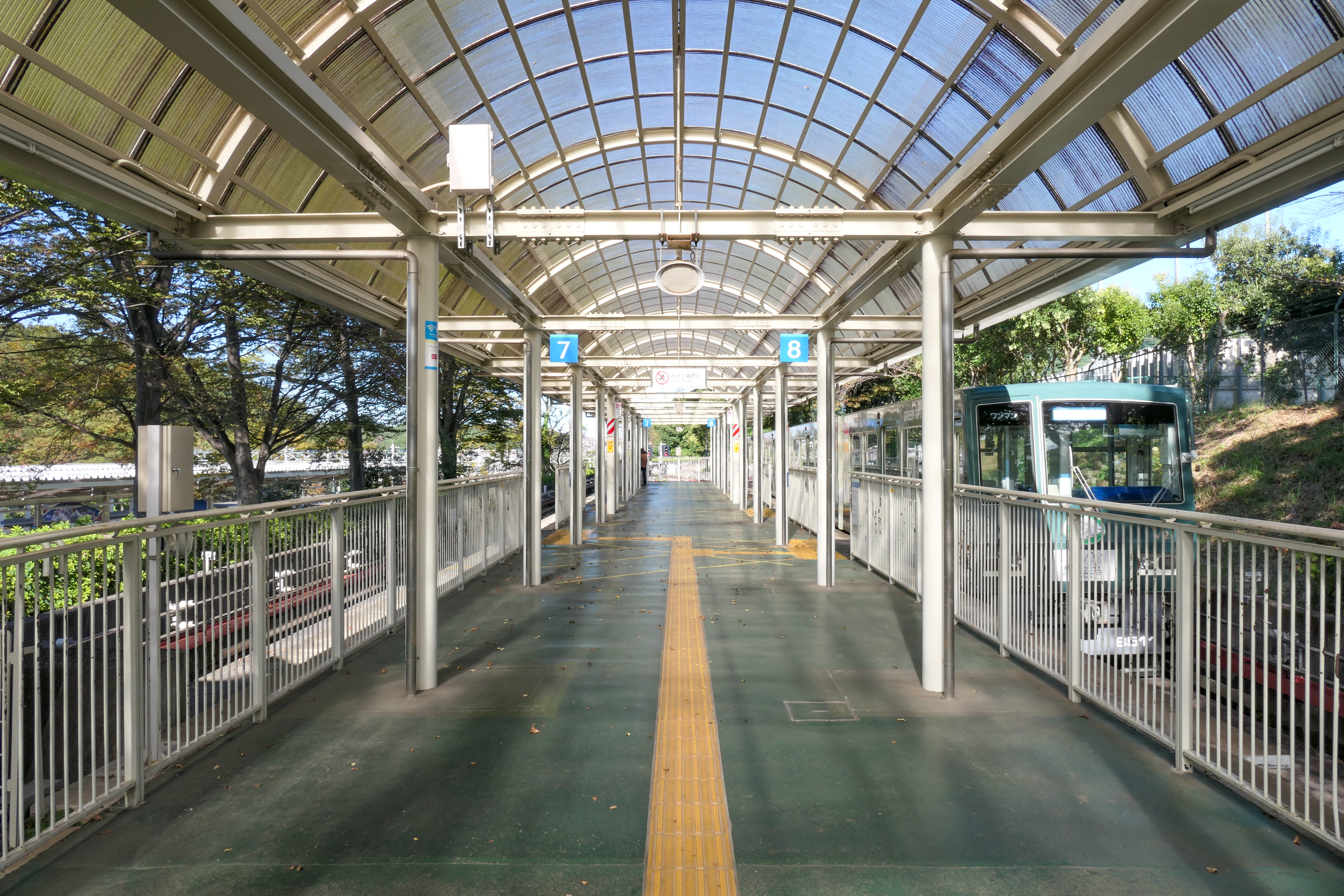
7・8番線ホーム（2021年10月）

### 配線図
| ← 西所沢 方面 | 西武球場前駅 構内配線略図 | → 多摩湖 方面 |
| 凡例 出典:    |                           |               |

## 利用状況
2024年（令和6年）度の1日平均乗降人員は12,883人であり、西武鉄道全92駅中62位。
当駅は西武ドームの最寄駅であることから、埼玉西武ライオンズ主催のプロ野球公式試合開催日やコンサートなどのイベント開催日は非常に混雑する。その一方で、プロ野球のシーズンオフやイベントが全くない時は閑散としている。このため、1日平均乗降人員は同施設における試合やイベントの有無に大きく左右される。
近年の1日平均乗降人員および乗車人員の推移は下記の通り。
| 年度               | 1日平均 乗降人員 | 1日平均 乗車人員 | 出典     |
| ------------------ | ---------------- | ---------------- | -------- |
| 1990年（平成02年） | 11,286           | 5,671            |          |
| 1991年（平成03年） | 11,435           | 5,718            |          |
| 1992年（平成04年） | 10,661           | 5,286            |          |
| 1993年（平成05年） | 11,027           | 5,490            |          |
| 1994年（平成06年） | 10,943           | 5,498            |          |
| 1995年（平成07年） | 9,945            | 4,921            |          |
| 1996年（平成08年） | 8,947            | 4,589            |          |
| 1997年（平成09年） | 8,332            | 4,359            |          |
| 1998年（平成10年） | 8,444            | 4,677            |          |
| 1999年（平成11年） | 9,369            | 5,400            | [ * 1 ]  |
| 2000年（平成12年） | 8,499            | 4,752            | [ * 2 ]  |
| 2001年（平成13年） | 8,056            | 4,400            | [ * 3 ]  |
| 2002年（平成14年） | 8,334            | 4,752            | [ * 4 ]  |
| 2003年（平成15年） | 7,782            | 4,207            | [ * 5 ]  |
| 2004年（平成16年） | 8,283            | 4,516            | [ * 6 ]  |
| 2005年（平成17年） | 7,797            | 4,228            | [ * 7 ]  |
| 2006年（平成18年） | 7,970            | 4,326            | [ * 8 ]  |
| 2007年（平成19年） | 7,604            | 3,979            | [ * 9 ]  |
| 2008年（平成20年） | 7,975            | 4,137            | [ * 10 ] |
| 2009年（平成21年） | 8,565            | 4,432            | [ * 11 ] |
| 2010年（平成22年） | 8,723            | 4,332            | [ * 12 ] |
| 2011年（平成23年） | 9,356            | 4,682            | [ * 13 ] |
| 2012年（平成24年） | 10,480           | 5,210            | [ * 14 ] |
| 2013年（平成25年） | 10,669           | 5,291            | [ * 15 ] |
| 2014年（平成26年） | 9,964            | 4,967            | [ * 16 ] |
| 2015年（平成27年） | 10,286           | 5,112            | [ * 17 ] |
| 2016年（平成28年） | 9,575            | 4,755            | [ * 18 ] |
| 2017年（平成29年） | 10,874           | 5,397            | [ * 19 ] |
| 2018年（平成30年） | 13,869           | 6,905            | [ * 20 ] |
| 2019年（令和元年） | 13,830           | 6,872            | [ * 21 ] |
| 2020年（令和02年） | 4,419            | 2,196            | [ * 22 ] |
| 2021年（令和03年） | 6,450            |                  |          |
| 2022年（令和04年） | 10,440           |                  |          |
| 2023年（令和05年） | 10,624           |                  |          |
| 2024年（令和06年） | 12,883           |                  |          |

## 駅周辺
西武ドームのほか、埼玉西武ライオンズの球団事務所、主に二軍の選手が使用する西武第二球場（命名権名称「CAR3219フィールド」）、室内練習場、選手寮「若獅子寮」など球団に関連する各種施設が数多く存在する。西武ドームの手前には公式グッズショップ「ライオンズチームストア フラッグス」がある。また、かつては当駅東側に西武第三球場も存在したが2003年（平成15年）をもって閉鎖され、設備は西武ドームの駐車場に転用された。
その他、西武ドームに隣接した人工雪による屋内スキー場「狭山スキー場」および「西武ドームテニスコート」が駅の至近に立地している。
埼玉県道55号所沢武蔵村山立川線を挟んだ駅の北側には狭山不動尊・金乗院（山口観音）のほか、西武系列の植物園「ところざわのゆり園」が存在する。同地はかつて「ユネスコ村」として開園・開発されたものであるが、ユネスコ村は2006年（平成18年）9月末をもって閉園（営業休止）となり、現在はゆり園のみが毎年5月下旬から7月中旬にかけて、期間限定で開園している。
当駅の南側には開業当初の駅名の由来となった村山貯水池（多摩湖）が、西側には現駅名に改称される以前の駅名の由来となった山口貯水池（狭山湖）がそれぞれ存在する。また、これらの周りには水源かん養保安林のほか、ナショナルトラスト運動により保全された森が多く存在しており、当駅北側の「トトロの森1号地」などが代表例となっている。
多摩湖駅や西武園ゆうえんち駅と同様に当駅も都県境の近くに位置しており、西武ドームのすぐ南側は東京都東大和市である。ちなみに、多摩モノレールの上北台駅は当駅から直線距離で約2.7 km南方に位置している。

## バス路線
- 西武バス
  - （系統番号なし）上北台駅・玉川上水駅経由 立川駅北口行[33] - 芋窪・奈良橋経由、もしくは直通便の2系統

2023年シーズンの運行は、土・日祝日の一軍公式戦開催日のみの臨時運行。試合開始時刻に合わせて運行時刻が変更される。
2023年シーズンより、のりばをブルーパーキング内に変更している[34]。

## 隣の駅
西武鉄道
 狭山線
■臨時特急「ドーム」発着駅
■急行・■快速・■準急・■各駅停車（急行と快速は野球開催時のみ運転）
下山口駅 (SI40) - 西武球場前駅 (SI41)

 山口線（レオライナー）
西武園ゆうえんち駅 (SY02) - （東中峯信号場） - 西武球場前駅 (SY03)